# Пальярини, Джанкарло
Джанкарло Пальярини (итал. Gianfranco Pagliarini; род. 23 апреля 1942, Милан, Ломбардия) — итальянский политик.

## Биография
Родился 23 апреля 1942 года в Милане. Окончил Католический университет Святого Сердца. До прихода в Лигу Севера Пальярини был бухгалтером.
В 1992 году был избран в Сенат Италии от партии Лига Севера и был переизбран в 1994 году. Затем был избран в Палату депутатов в 1996 и 2001 годах.
В первом правительстве Берлускони Пальярини стал министром бюджета в 1996 году, а в 1999—2001 годах был лидером Лиги Севера в Палате депутатов.
19 января 2007 года Пальярини, который не намеревался переизбраться на всеобщих выборах 2006 года, окончательно покинул Лигу Севера. 18 января 2008 года он неожиданно присоединился к партии «Правые» под руководством Франческо Стораче , а затем был выдвинут кандидатом от Ломбардии на всеобщих выборах 2008 года, но не был избран.
Пальярини был кандидатом на пост мэра Милана на выборах 2011 года, но не смог принять участие во втором туре.
В 2013 году Пальярини стал членом партии Fare per Fermare il Declino, в которой состоит и по сей день. Позиционирует себя как социально и фискально консервативного либертарианца.